# Emil Hácha

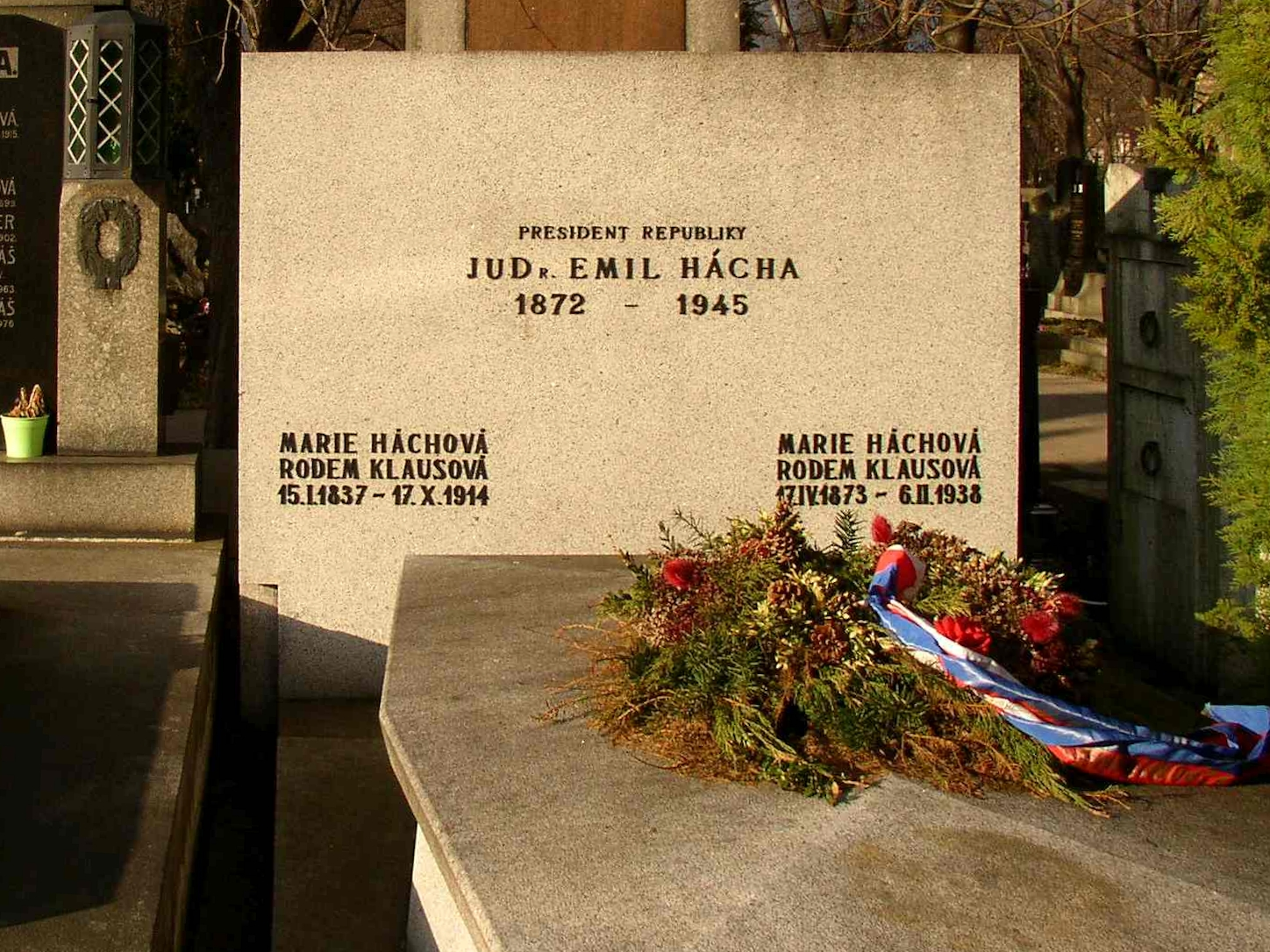
Emil Háchas grav på begravningsplasten Vinohrady i Prag.

Emil Hácha [ˈɛmɪl ˈɦaːxa], född 12 juli 1872 i Trhové Sviny i Österrike-Ungern, död 27 juni 1945 i Prag, var en tjeckoslovakisk jurist och politiker.

## Biografi
Efter Münchenöverenskommelsen mellan Adolf Hitler och de franska, brittiska och italienska ledarna den 30 september 1938 vägrade dåvarande presidenten Edvard Beneš att samarbeta med Tyskland och emigrerade till London. Till ny president valdes 30 november Hácha.
Vid ett nattligt möte med Hitler och Hermann Göring i mars 1939 tvingades Hácha under hot om flygbombning av Prag och invasion av sitt land att utan hörande av det tjeckoslovakiska parlamentet acceptera att Böhmen och Mähren inkorporerades i det Tyska riket under beteckningen Riksprotektoratet Böhmen och Mähren. Hácha blev därefter marionettpresident i protektoratet och han försökte att i görligaste mån samarbeta med den tyska ockupationsmakten för att om möjligt mildra övergreppen på sitt folk.
Efter Prags befrielse greps Hácha den 13 maj 1945. Han var då vid mycket dålig hälsa och fördes omedelbart till sjukavdelningen i Pankrácfängelset där han, under oklara omständigheter, avled i slutet av juni.